# Canal Sirio de Noticias
Canal Sirio de Noticias (árabe: الإخبارية السورية), es un canal de televisión con sede en Damasco, Siria. Inició transmisiones el 15 de diciembre de 2010.

## Historia

### Guerra civil siria

#### 2012
El 12 de junio de 2012, un vehículo del canal fue el blanco de un ataque por un grupo de hombres armados en Al-Haffa, cerca de la ciudad de Latakia. Mazen Mohammad, periodista y Fadi Yakoub, camarografo, fueron heridos de bala, y fueron inmediatamente trasladados al Hospital Nacional de Latakia. Según el periodista, un grupo armado abrió fuego hacia el vehículo mientras trataba de cubrir los eventos en Al-Haffa cerca del Hospital Nacional.
El 27 de junio, en horas de la madrugada, un grupo de hombres armados atacó el edificio principal del canal, ubicada en las afueras de Damasco. Tres miembros del personal del canaly cuatro guardias de seguridad murieron durante el ataque a la sede de la estación de televisión. Según la Agencia Árabe Siria de Noticias, los atacantes también habían saqueado las oficinas de la estación de televisión durante el ataque. Cinco edificios del complejo fueron destruidos en el ataque. Estos ataques han sido atribuidos al Frente al-Nusra, un grupo yihadista afiliado con al-Qaeda.
El 10 de agosto, un grupo armado secuestró a cuatro miembros del equipo del canal en el área de al-Tall, en las afueras de Damasco. Sin embargo, las fuerzas armadas liberaron el equipo siete días más tarde, con excepción del camarografo Hatem Abu Yehya, quien fue asesinado por los grupos armados.
El 27 de septiembre, el canal fue víctima de un acto de sabotaje durante unos 90 segundos por personas desconocidas. El 10 de octubre de 2012, en la Gobernación de Deir ez-Zor, Mohammed al-Ashram, camarógrafo del canal, fue asesinado a tiros.

#### 2013
El 17 de abril de 2013, el presidente Bashar al-Assad fue entrevistado en el canal.
El 27 de mayo, Yara Abbas, una destacada reportera del canal, fue asesinada por los rebeldes cerca de la base aérea militar de al-Dabaa, en la Gobernación de Homs. El camarógrafo Osama Dayoub y el conductor Badr Awad resultaron gravemente heridos en el ataque.

### Era post-Assad
El 8 de diciembre de 2024, tras la caída del régimen de Bashar al-Assad, el canal dejó de transmitir.
El 20 de abril de 2025, Hamza al-Mustafa, ministro de Información, anunció que el canal volvería al aire a partir del 5 de mayo de 2025, luego de recibir "apoyo y guía" del presidente Ahmed al-Charaa. Según el jefe del canal, se planteaba que el canal volvería al aire el 13 de marzo, concidiendo con el 14° aniversario del estallido de la revolución siria, pero que no se logró a raíz de las sanciones vigentes contra la radiodifusora estatal.
El 5 de mayo de 2025, a las cinco de la tarde, el canal volvería a transmitir bajo una nueva imagen e identidad, a través de las señales satelitales de NileSat y Es'hailSat.

## Sede
Cuenta con un gran estudio en Drousha y un estudio más pequeño, que puede ser conectado a la sede para las entrevistas de fondo de línea, se encuentra en la plaza Gomarek para acomodar a invitados en directo.